# Muespach-le-Haut

Muespach-le-Haut este o comună în departamentul Haut-Rhin din estul Franței. În 2009 avea o populație de 998 de locuitori.

## Evoluția populației
| An        | 1975 | 1982 | 1990 | 1999 | 2006 | 2009 |
| --------- | ---- | ---- | ---- | ---- | ---- | ---- |
| Populație | 550  | 623  | 676  | 810  | 933  | 998  |